# Erick Elías
Erick Elías (ur. 23 czerwca 1980 w Guadalajarze) – meksykański aktor, piosenkarz i model.

## Życiorys

### Wczesne lata
Pochodzi z rodziny Żydów. W młodym wieku uczył się gry aktorskiej, muzyki i tańca. Po ukończeniu szkoły średniej, wyjechał do Meksyku. 

### Kariera
Zanim spróbował swoich sił jako aktor, był wokalistą popularnej w Meksyku grupy Tierra Cero, podróżując przez całą Centralną i Południową Amerykę. Owocem trzyletniej współpracy z zespołem były dwie płyty: Volverá a Sentir (1997) i Tiempos Nuevos (2000). Wystąpił w programach Otro Rollo i Al Fin de Semana oraz telenowelach Przyjaciele na zawsze (Amigos X Siempre, 2000) i DKDA (DKDA: Sueños de juventud, 2000). Zagrał postać Antonio Domíngueza w kolumbijskiej telenoweli Telemundo Prawo pożądania (El Cuerpo del deseo, 2005) z Mario Cimarro.

### Życie prywatne
Spotykał się z Elizabeth Gutiérrez (2003) i Aną de la Reguerą (2004-2005). W 2008 poślubił Karlę Guindi. Mają dwie córki: Penélope (ur. 2011) i Olivię (ur. 2013).

## Filmografia

### Telenowele TV
- 2007: Zorro (Zorro: La espada y la rosa) jako Renzo el Gitano
- 2005: Prawo pożądania (El Cuerpo del deseo) jako Antonio Domínguez[10]
- 2004: Wieczny płomień miłości (Gitanas) jako Jonás
- 2000: Przyjaciele na zawsze (Amigos X siempre)
- 2000: DKDA (DKDA: Sueños de juventud)

## Dyskografia
- 2000: Tiempos Nuevos
- 1997: Volverá a Sentir